# 吉尔吉斯斯坦历史
吉尔吉斯人和吉尔吉斯这片土地的历史可以追溯至2000多年前。尽管她的地理位置为高山所隔离，但是她仍然为丝绸之路上一个重要地点。

## 早期历史
根據近年吉尔吉斯斯坦及中國歷史學家的發現，吉爾吉斯的歷史最早可以追遡至西元前201年。現時有關吉爾吉斯人最早的記錄是《史記》，當時吉爾吉斯人被稱為“鬲昆”或“隔昆”（馬、馮，2000，142頁）。《漢書·匈奴傳》下記載：堅昆分佈在丁零以西、烏孫以東、烏揭以北，“東去單于庭七千里，南去車師五千里”（馬、馮，2000，143頁）。

## 吉尔吉斯人起源
吉爾吉斯人的始祖源自印歐語系的後裔，〈世界境域志〉與波斯地理學家葛爾迪齊提出吉爾吉斯人赤髮，晢面，綠眼，身材高大。和印歐人較接近。中國的歷史書也說吉爾吉斯人非狼種。後來，有部份部落遷徙至今日西伯利亞南部，並從6世紀至8世紀於葉尼塞河沿岸定居，成為突厥汗國的一份子。

## 中世纪早期
在中亚地区最早建立一个国家的是在公元约552年的突厥汗国。
吉爾吉斯人後來在840年攻滅回紇，建立汗國。他們有自己的可汗，名為阿熱(牙帳在阿巴坎河西)。阿熱以下有丞相7人、都督3人、職史10人、長史15人、將軍、達干(答剌罕)。在蒙古帝國崛起之前，他們一直擴張，版圖直達今日的圖瓦共和國。在黠戛斯汗國崩潰後，退回葉尼塞河。被遼朝和西遼降服，後來和其他林木中百姓被蒙古降服，歸屬中央汗國，劃為九個千戶，在1270年置斷事官。西方最早提到吉尔吉斯人是569年，一个查士丁尼的使者得到一吉尔吉斯女奴。

## 蒙古人时期
13世纪，蒙古人侵入中亚地区，吉尔吉斯坦地区毁于一旦。在接下来的200年中，吉尔吉斯在欽察汗國、察合台汗國、卫拉特及其准噶尔汗国统治下。
元朝時，吉爾吉斯人已懂農業，在葉尼塞河上游為元軍屯墾。有趣的是，哈薩克人一直把吉爾吉斯人作為同類，也是阿拉什的子孫，因此有吉爾吉斯哈薩克是一家的說法，在瑪納斯史詩，哈薩克汗一直是瑪納斯的同盟，他們在十一世紀已斷斷續續與欽察人交流。他们后来成为黄种人因大量汉人与蒙古人入益兰州。
18世紀，今日的吉爾吉斯地區分別是準噶爾蒙古(北部)及浩罕汗國(南部)的勢力範圍。準噶爾人為了避免與俄羅斯衝突，把他們從葉尼塞河遷移到天山一帶。到乾隆帝平定準噶爾蒙古之後，浩罕向大清帝國稱臣，整個地區都進入了清朝的勢力範圍內。19世紀20年代，浩罕勢力擴張，整個吉爾吉斯地區都成為了浩罕汗國的一部份。1854年，沙俄著手入侵浩罕汗國，並透過各種外交手段逼使清廷承認中亞地區各藩屬的獨立地位。1876年，浩罕亡國，整個吉爾吉斯地區都落入了沙俄的手裡(馬、馮，2000，157-159頁)。沙俄的統治，引發不少反抗，但亦有不少人決定離開現居地，遷入帕米爾高原及阿富汗；但另一方面，由於當時清朝統治者對中國西北回民的壓逼而導致大規模的陝甘回亂，使陝甘寧地區的回民北遷至中亞的楚河沿岸，成為今日東干人的祖先。1916年沙俄對反抗運動的鎮壓，使不少吉爾吉斯人從中亞遷徙至當時新成立的中華民國。

## 蘇聯時期
1918年，苏维埃政权在此地区建立。1924年，中亞地區實行民族劃界，今日的吉爾吉斯建立起喀拉吉爾吉斯自治州，成為俄羅斯聯邦的一份子。在沙俄時期，今日的吉爾吉斯人被稱為“喀拉吉爾吉斯”，而“吉爾吉斯”這名稱卻是今日哈薩克人的稱呼(馬、馮，2000，143頁)。1925年正名為吉爾吉斯自治州，到1926年又再升格為吉爾吉斯蘇維埃社會主義自治共和國。在当时是突厥斯坦苏维埃社会主义自治共和国的一部分。1936年12月5日，吉爾吉斯蘇維埃社會主義共和國正式成立，成為蘇聯的聯邦成員。
從1920年代開始，吉爾吉斯無論在文化、教育及社會制度都有長足的改進，使經濟及社會快速增長。文化的普及，使國內開始對語言規範化的要求。1924年，吉爾吉斯採用阿拉伯字母來書寫他們的語言，到1928年又改用拉丁字母。1941年，史達林執政期間，吉爾吉斯的傳統文化被壓制，並被強逼改用西里爾字母。
1980年代末，戈巴契夫的經濟和政治改革的新計畫起初對吉爾吉斯的政治氣候無太大的影響。然而，對於作家的聯盟（Union of Writers）來說，共和國的雜誌報紙被允許採用一個比較自由的態度，並且建立一種新的吉爾吉斯言論自由（Literaturny Kirghizstan）。 非正式的政治上的團體是被禁止的，但是在處理1989年出現的一個尖銳的住屋危機時，一些團體被允許運作起來。
1990年6月，烏茲別克族和吉爾吉斯族在烏茲別克族占大多數的奧什（Osh）州爆發民族衝突(奧什騷亂)。暴力的敵對跟著發生，以致緊急和宵禁的狀態被實行，並且持續到1990年8月秩序恢復。

## 獨立
1990年代初期的轉變對吉爾吉斯影響甚大而吉爾吉斯民主運動 ( 吉爾吉斯民主的運動 (KDM)) 亦發展成為於國會重要的政治力量。在一場令人心懸的勝利後，阿卡耶夫（Askar Akayev），吉爾吉斯科學院的院長 ,在1990年10月被選為總統。1991年1月，阿卡耶夫組成了新的政府，當中由一些年輕、立志改革的政客被任命，並構成主要結構。在1990年12月，吉爾吉斯最高蘇維埃議會（Supreme Soviet ）投票同意將國名由吉爾吉斯蘇維埃社會主義共和國換成吉爾吉斯共和國。 (在1993年，它正式改名為吉爾吉斯共和國)。並將原首府伏龍芝恢復原名比什凯克市（英文譯名：Bishkek），並定為首都。
儘管有獨立的傾向，其實經濟看起來已與蘇聯開始對抗。1991年3月在一個關於是否保留在蘇聯的一個公民投票中，88.7% 的選民核准了一份提議，做為一新聯邦繼續保留在蘇聯內。
1991年8月19日，該州緊急狀態委員會(SCSE) 借助莫斯科方面的力量,計畫嘗試在吉爾吉斯罷免阿卡耶夫。在計畫失敗後的一個星期，阿卡耶夫和副總統庫茲涅托夫宣佈了退出蘇聯共產黨(CPSU), 辭去書記一職，並將整個政府機構解散。受其影響，緊接著在8月31日的最高蘇維埃議會投票中宣佈脫離蘇聯獨立。吉爾吉斯語在1991年9月替換俄語被宣佈為官方語言。(不過在2001年12月，透過一個憲法的改案，將俄語重新給予官方語言的地位）。

## 政治發展
在1991年10月，阿卡耶夫以收 95% 的絕對票數未遭反對被通過，直接選舉為新獨立的共和國總統了。連同其他七個共和國的代表一起，他當月簽署了新的經濟團體的條約。 1991年12月21日，吉爾吉斯共和國正式地進入了獨立國家聯合體（簡稱獨聯體）(CIS)。
1993年，阿卡耶夫的几个亲密部下受到腐败指控而陷入一场重大丑闻。其中包括总理契吉谢夫，他于十二月因道德原因辞职。之后，阿卡耶夫解散了政府并且邀请苏联统治时期的最后一任总理久马古洛夫组阁。1994年1月，阿卡耶夫组织了一次授权他完成任期的全民公决，获得96.5%的支持。
1993年5月，议会批准了新的《吉尔吉斯共和国宪法》。1994年，议会在1995年2月任期结束前的最后一次会议的出席人数没能达到法定人数。大多数议员普遍认为总统阿基耶夫在幕后操纵了这次抵制行为。阿基耶夫则声称是共产党通过阻碍这届议会完成任期从而引发政治危机。阿基耶夫在1994年10月组织了一次全民公决，这次公决提出了2条宪法修正案：第一条是允许以全民公决方式修改宪法；第二条是建立一个叫“Jogorku Kenesh”的两院制议会。这次公决获得压倒性的通过。
虽然选举日发生了大规模的违规行为，但是在被大多数国际观察机构认为这次选举活动是相当自由和开放的之后，在1995年2月，举行了两个立法机构的选举，包括一个拥有35个议席的全职机构和一个拥有70个议席的兼职机构。独立候选人赢得了大多数议席，说明对当时选民来说政治家的人格魅力比其政治主张更重要。新议会的第一次会议于1995年3月召开。在这次会议中通过了宪法中对立法机构职能的确切表述。
1995年12月24日，阿卡耶夫在總統大選中，獲得75%大比數的選票，擊敗另外兩名對手，成功連任總統，為期五年。他利用國有媒體及政府資源去進行競選活動。此外是次大選共有6位候選人參加，有3人在中途退出大選。
1996年二月的公民投票——儘管違反了憲法與公民投票法——賦予阿卡耶夫總統更大的權力。雖然該修正案給予總統解散國會的權力，但是也更清楚定義了國會的權力。自此，國會開始真正的獨立於行政部門之外。
1998年十月的公民投票同意了憲法修正，包括增加下議院的議員人數、減少上議院的議員人數、25%的下議院議員由政黨比例代表制產生、縮減國會言論免責權、引入私有財產制、禁止立法限制言論與大眾傳播自由、與政府預算改革。
2000年2月20日与3月12日举行了两轮议会选举。欧洲安全合作组织声称这次选举违背了自由与公平的原则,因此是无效的。对反对派候选人以及反对党不利的颇受质疑的司法程序限制了选民的可选择性。同时，国家操控的媒体只报道官方支持的候选人。政府官员对支持反对派的独立媒体机构施加压力。之后举行的总统大选同样也被认为充斥着违规操作而被国际观察机构宣布是不自由与不公平的。
2005年2月27日及3月13日舉行了國會選舉。 欧安组织认为虽然这次选举仍然没有达到自由公平的标准，但是与2000年那次相比有了一定进步，特别是在这次使用了不可擦的墨水、透明的选票箱以及提供选举观察机构比较好的配合。

## 邁向民主的兩次革命
断断续续的针对议会第二轮选举中的舞弊行为的示威活动在2005年3月演变为自南部各省发起的要求政府辞职的游行示威。3月24日，15000名支持反对派的示威者聚集在比什凯克要求总统以及他的政府辞职。在示威者与警察的冲突中有人受伤，并且发生大规模的哄抢。最终示威者占领了总统官邸，总统阿卡耶夫先逃到哈萨克斯坦，最后到达莫斯科。起初他拒绝辞职并宣称这是一场政变，但是最终他在4月4日辞职。
在2005年7月10日的總統大選中，巴基耶夫以壓倒性的89.4%票數成功當選總統，並於8月14日宣誓就任。
2006年11月9日，总统巴基耶夫签署宪法修正案，规定在2010年组建由90名议员组成的新议会，议席过半的党派有权任命总理，议会在四分之三议员的支持下可弹劾总统。（页面存档备份，存于）12月30日，吉尔吉斯斯坦议会通过新的宪法修正案，规定在2010年前的过渡期内，总统有权在征得议会同意后任命总理并根据总理建议任命内阁成员，有权控制各强力机构，还可以任命地方政府领导人。（页面存档备份，存于）2007年1月29日，总统巴基耶夫任命阿齐姆·伊萨别科夫为政府总理。3月30日，议会通过阿坦巴耶夫的总理提名，接替辞职的伊萨别科夫。

## 更多阅读
- <列國志：吉爾吉斯斯坦>
- <柯爾克孜族>
- <巴托爾德:中亞簡史>